# Hellevoet Athletics
Hellevoet Athletics is een honkbalvereniging in Hellevoetsluis, die is opgericht in 2003. Sinds juni 2011 is Hellevoet Athletics gehuisvest aan de Fazantenlaan 4.